# チアゴ・チョネク
チアゴ・ハンジェウ・チョネク（Thiago Rangel Cionek、1986年4月21日 - ）は、ブラジル・パラナ州クリチバ出身のプロサッカー選手。ポーランド代表。レッジーナ1914所属。ポジションはディフェンダー。

## 経歴

### クラブ
クイアバECでキャリアをスタート。ポルトガルのGDブラガンサに移籍するもすぐにブラジルに帰国しCRBに加入。
2008年、再びヨーロッパに渡りヤギエロニア・ビャウィストクに移籍。2009-10シーズンにポーランド・カップを制覇した。
2012年にパドヴァ・カルチョに移籍し、2013年9月2日にモデナFCにレンタル移籍。
2016年1月11日、USチッタ・ディ・パレルモに移籍。
2018年1月13日、S.P.A.L.に移籍。
2020年9月28日、セリエBに昇格したばかりのレッジーナに3年契約で加入した。

### 代表
2011年10月にポーランド国籍を取得。2014年5月13日にハンブルクで行われたドイツ代表との親善試合でポーランド代表デビュー。UEFA EURO 2016のメンバーにも選ばれた。

## 代表歴

### 出場大会
- ポーランド代表
  - 2018 FIFAワールドカップ

### 試合数
- 国際Aマッチ 21試合 0得点（2014年-2018年）[7]

| ポーランド代表 | 国際Aマッチ | 国際Aマッチ |
| 年             | 出場        | 得点        |
| -------------- | ----------- | ----------- |
| 2014           | 2           | 0           |
| 2015           | 2           | 0           |
| 2016           | 6           | 0           |
| 2017           | 6           | 0           |
| 2018           | 5           | 0           |
| 通算           | 21          | 0           |

## タイトル
ヤギエロニア・ビャウィストク
- ポーランド・カップ: 2010
- ポーランド・スーパーカップ: 2010